# Gustavo Dudamel
Gustavo Dudamel Ramírez (Barquisimeto, 26 de janeiro de 1981) é um maestro e violinista venezuelano. Atualmente, é o maestro principal da Orquestra Sinfónica de Gotemburgo, Suécia, e diretor musical da Orquestra Filarmônica de Los Angeles, Estados Unidos.

## Biografia
Gustavo Dudamel nasceu em Barquisimeto, 26 de janeiro de 1981, filho de um trombonista e de uma professora de canto. Em uma cidade que respira música, estudou desde novo ao se envolver com El Sistema, o renomado programa de educação musical venezuelano. Assim, aos dez começou com o violino e composição. Entrou no Conservatório Jacinto Lara, sob tutoria de José Luis Jiménez, e então se envolveu musicalmente com José Francisco del Castillo na Academia de Violino Latino-Americana.
Começou a estudar regência em 1995, primeiramente com Rodolfo Saglimbeni, depois com José Antonio Abreu. Em 1999 ele foi apontado como diretor musical da Orquestra Sinfónica Simón Bolívar, a orquestra nacional de jovens da Venezuela, realizando turnê por diversos países. Dada visibilidade, Dudamel começou a ganhar diferentes competições de condução, incluindo o prêmio alemão Gustav Mahler Conducting Prize em 2004. Sua reputação se espalhou rapidamente, sendo noticiado por condutores como Simon Rattle e Claudio Abbado, que aceitaram convites de apresentações com a Simón Bolívar na Venezuela.
Dudamel debutou com diversas orquestras em 2005, incluindo Orquestra Philharmonia, Orquestra Filarmônica de Israel e Orquestra Filarmônica de Los Angeles, e assinou contrato com Deutsche Grammophon. Ainda em 2005, debutou na Orquestra Sinfónica de Gotemburgo para o BBC Proms, de última hora após indisponibilidade de Neeme Järvi. Sua estreia nos Estados Unidos aconteceu com a filarmónica de Los Angeles no Hollywood Bowl em 13 de setembro de 2005, num programa contendo "La Noche de los Mayas" de Silvestre Revueltas e a Sinfonia Nº 5 de Tchaikovsky. Em 2006, Dudamel foi nomeado Condutor Principal da orquestra de Gotemburgo. Ainda assim, manteve seu cargo na orquestra venezuelana. Em novembro de 2006, debutou no La Scala em Milão com Don Giovanni. Em abril de 2007, durante participação na Orquestra Sinfônica de Chicago, Dudamel foi nomeado diretor musical da filarmónica de Los Angeles para a temporada 2009-2010, sucedendo Esa-Pekka Salonen. Seu contrato começou em setembro de 2009, valendo por cinco anos. Já em setembro do mesmo ano, conduziu Orquestra Filarmônica de Viena pela primeira vez no Festival Lucerne. Assumiu Gotemburgo posteriormente em 2007, e seu contrato é válido até 2012. Em março de 2008, debutou com a Orquestra Sinfônica de São Francisco.

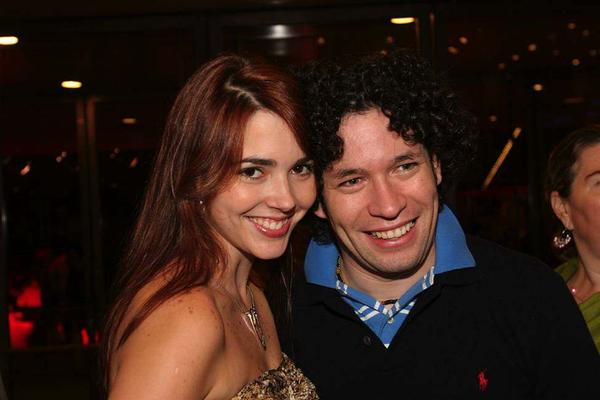
Gustavo e sua primeira mulher, Eloisa Maturén

Dudamel é apresentado no documentário Tocar y Luchar, que cobre El Sistema. Outra citação na media foi no 60 Minutes em fevereiro de 2008, sob título "Gustavo o Grande". Casou-se com Eloísa Maturén, em 2006 em Caracas, tendo-se divorciado em 2015. Casou-se depois com María Valverde.